# 웨인 블레어

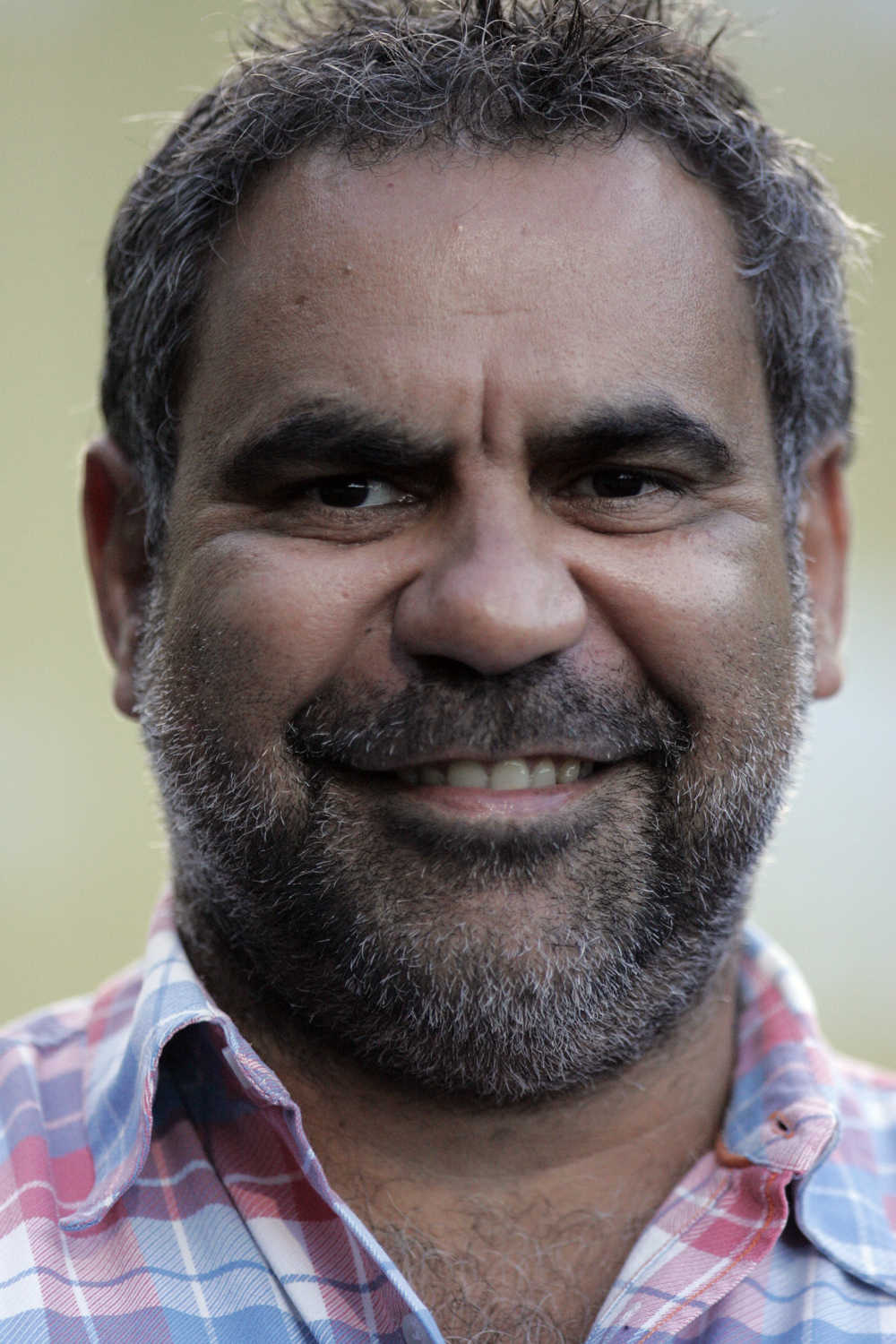

웨인 블레어(Wayne Blair, 1971년 11월 28일 ~ )는 오스트레일리아의 영화 감독, 영화 프로듀서, 연극 배우, 영화배우, 텔레비전 배우이다.
타레에서 태어났다.

## 방송
- 죽어도 예쁜걸

## 영화
- 탑 엔드 웨딩 (2018년)
- 이뮤 러너 (2018년)
- 악의 도시 (2015년)
- 더 브로큰 쇼어 (2013년)
- 사파이어 (2012년)
- 내 곁에 있기를 (2011년) - 윌리스 역
- 더 라스트 타임 아이 써 마이클 그레그 (2011년)
- 뷰티풀 엑스 (2011년) - 밥 역
- 잭키 잭키 (2007년)
- 쟌쟌 (2005년)
- 캐시 (2003년)
- 블랙 토크 (2002년)
- 멀릿 (2001년)